# Andrianjafy
O rei Andrianjafy (reinado. 1770–1787) também conhecido como Andrianjafinandriamanitra , foi o rei de Merina, a parte norte dos planaltos centrais de Madagascar, com sua capital em Ambohimanga.